# Vatica bantamensis
Vatica bantamensis es una especie de planta fanerógama perteneciente a la familia Dipterocarpaceae. Es endémica de Indonesia. 

## Descripción
Amenazado por la desforestación y la tala. La especie está protegida en el Parque Nacional de Ujung Kulon.

## Taxonomía
Vatica bantamensis fue descrita por (Hassk.) Benth. & Hook. ex Miq. y publicado en Genera Plantarum ad exemplaria imprimis in herbariis Kewensibus 1: 192 1862.
Sinonimia>
- Anisoptera bantamensis Hassk.[3]